# Eremoscopus oculatus
Eremoscopus oculatus är en insektsart som beskrevs av Bei-bienko 1951. Eremoscopus oculatus ingår i släktet Eremoscopus och familjen gräshoppor. Inga underarter finns listade i Catalogue of Life.